# Галаб Донев
Галаб Спасов Донев (буг. Гълъб Спасов Донев; Софија, 28. фебруар 1967) бугарски је политичар. Од 2. августа 2022. до 6. јуна 2023. обављао је функцију премијера Бугарске.
Као независни политичар, претходно је био министар рада и социјалне политике у влади Стефана Јанева. Стручњак је за финансије, право и социјалну политику и такође има војног искуства.